# Couchey
Couchey est une commune française située dans le département de la Côte-d'Or en région Bourgogne-Franche-Comté.
Ses habitants sont les Loups et non les Couchois comme a Couches.

## Géographie

### Localisation et accès
Couchey est une commune située à 8 km au sud-ouest de Dijon. Il s'agit d'un village viticole installé le long est par la D 74.
| Flavignerot | Corcelles-les-Monts | Marsannay-la-Côte  |
| Valforêt    | Couchey             | Perrigny-lès-Dijon |
|             | Fixin               |                    |

### Climat
Pour des articles plus généraux, voir Climat de la Bourgogne-Franche-Comté et Climat de la Côte-d'Or.
En 2010, le climat de la commune est de type climat océanique dégradé des plaines du Centre et du Nord, selon une étude du Centre national de la recherche scientifique s'appuyant sur une série de données couvrant la période 1971-2000. En 2020, Météo-France publie une typologie des climats de la France métropolitaine dans laquelle la commune est exposée à un climat océanique altéré et est dans la région climatique  Bourgogne, vallée de la Saône, caractérisée par un bon ensoleillement (1 900 h/an), un été chaud (18,5 °C), un air sec au printemps et en été et des vents faibles. 
Pour la période 1971-2000, la température annuelle moyenne est de 10,6 °C, avec une amplitude thermique annuelle de 17,9 °C. Le cumul annuel moyen de précipitations est de 750 mm, avec 11,1 jours de précipitations en janvier et 7,3 jours en juillet. Pour la période 1991-2020, la température moyenne annuelle observée sur la station météorologique de Météo-France la plus proche, « Marsannay la Cote », sur la commune de Marsannay-la-Côte à 1 km à vol d'oiseau, est de 11,7 °C et le cumul annuel moyen de précipitations est de 803,0 mm,. Pour l'avenir, les paramètres climatiques de la commune estimés pour 2050 selon différents scénarios d'émission de gaz à effet de serre sont consultables sur un site dédié publié par Météo-France en novembre 2022.

## Urbanisme

### Typologie
Au 1er janvier 2024, Couchey est catégorisée ceinture urbaine, selon la nouvelle grille communale de densité à 7 niveaux définie par l'Insee en 2022.
Elle est située hors unité urbaine. Par ailleurs la commune fait partie de l'aire d'attraction de Dijon, dont elle est une commune de la couronne,. Cette aire, qui regroupe 333 communes, est catégorisée dans les aires de 200 000 à moins de 700 000 habitants,.

### Occupation des sols
L'occupation des sols de la commune, telle qu'elle ressort de la base de données européenne d’occupation biophysique des sols Corine Land Cover (CLC), est marquée par l'importance des forêts et milieux semi-naturels (53,8 % en 2018), en diminution par rapport à 1990 (54,7 %). La répartition détaillée en 2018 est la suivante : 
forêts (50,2 %), terres arables (25,1 %), cultures permanentes (10,5 %), zones urbanisées (4,3 %), milieux à végétation arbustive et/ou herbacée (3,6 %), zones industrielles ou commerciales et réseaux de communication (3,3 %), zones agricoles hétérogènes (3,1 %). L'évolution de l’occupation des sols de la commune et de ses infrastructures peut être observée sur les différentes représentations cartographiques du territoire : la carte de Cassini (XVIIIe siècle), la carte d'état-major (1820-1866) et les cartes ou photos aériennes de l'IGN pour la période actuelle (1950 à aujourd'hui).

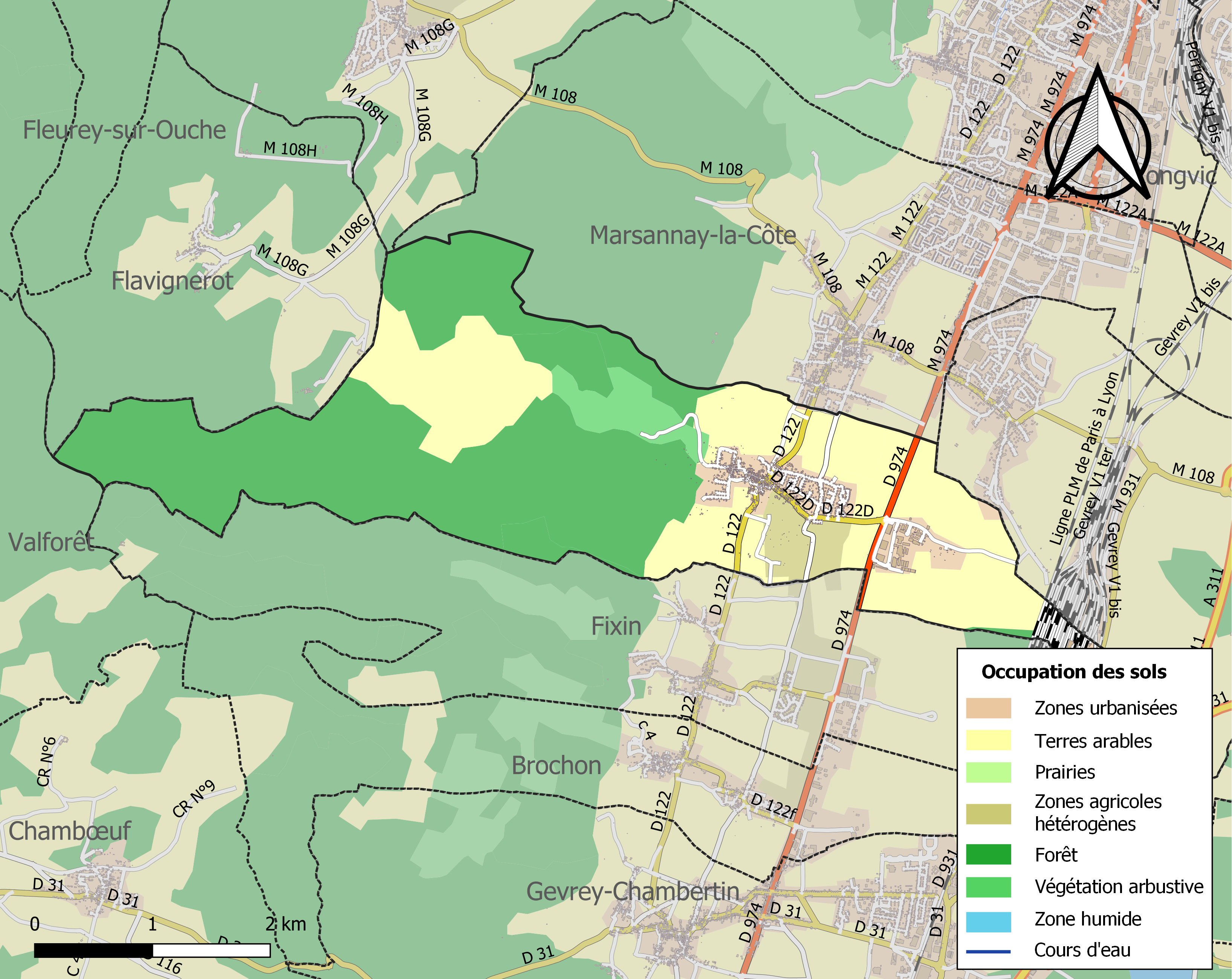
Carte des infrastructures et de l'occupation des sols de la commune en 2018 (CLC).

### Protection de l'environnement
La côte et les combes sont classés dans la Zone naturelle d'intérêt écologique, faunistique et floristique de type I de la Côte dijonnaise et font partie du site Natura 2000 de l'Arrière côte de Dijon et de Beaune.

## Histoire
Le village de Couchey, à quelques kilomètres de la ville de Dijon, département de la Côte d’Or, est un village viticole, dont l’existence remonte à plusieurs siècles. Comme bon nombre de villages en Bourgogne, celui-ci fut érigé en seigneurie. En 630, le duc Amalgaire dota l’abbaye de Bèze d’un domaine qu’il possédait à Couchey.
La seigneurie fut la possession de nombreuses familles de Bourgogne, mais très peu d'entre elles en furent propriétaire en totalité.
L'abbé Cochet (mort en déportation en 1944) a été une grande figure de la Résistance locale. Il a hébergé à la cure de Couchey des résistants à de nombreuses reprises. Maurice et Renée Loriguet, qui furent parmi ceux-là assuraient des liaisons régulières avec l’abbé et le groupe FN (Front national, organe principal de la Résistance) de Couchey. L’abbé Louis Cochet et la plupart des membres du groupe FN de Couchey et environs furent arrêtés par la Gestapo le 27 janvier 1944. Torturé, l’abbé Cochet ne livra aucun nom. Il mourut en déportation au KL de Gross-Rosen en Pologne le 23 décembre 1944 (cf. Maitron, dictionnaire biographique)

## Politique et administration

### Liste des maires
| Période                                  | Période  | Identité                 | Étiquette | Qualité |
| ---------------------------------------- | -------- | ------------------------ | --------- | ------- |
| 1790                                     | 1791     | François ROBERT          |           |         |
| 1791                                     | 1794     | Claude PERROT            |           |         |
| 1794                                     | 1795     | Jean CHOULIE             |           |         |
| 1800                                     | 1808     | Bénigne PANSIOT          |           |         |
| 1808                                     | 1815     | Claude GUILLEMOT         |           |         |
| 1815                                     | 1816     | Nicolas ROBERT           |           |         |
| 1816                                     | 1819     | Nicolas TROUVE           |           |         |
| 1819                                     | 1822     | Blaise PANSIOT           |           |         |
| 1822                                     | 1827     | François-Marie DEMERMITY |           |         |
| 1827                                     | 1834     | Jean-Baptiste PANSIOT    |           |         |
| 1834                                     | 1836     | Antoine BOUDROT          |           |         |
| 1836                                     | 1840     | Bénigne BOUQUET          |           |         |
| 1840                                     | 1844     | Louis PANSIOT            |           |         |
| 1844                                     | 1852     | Antoine LUCOTTE          |           |         |
| 1852                                     | 1857     | Jean POULIN              |           |         |
| 1857                                     | 1862     | Louis PANSIOT            |           |         |
| 1862                                     | 1871     | Jean-Baptiste MARJOLET   |           |         |
| 1871                                     | 1892     | Jean-Baptiste PANSIOT    |           |         |
| 1892                                     | 1900     | Albert GAUTHIOT          |           |         |
| 1900                                     | 1900     | Claude FOURNIER          |           |         |
| 1900                                     | 1908     | Hippolyte SIQUET         |           |         |
| 1908                                     | 1917     | Paul GAUTHIOT            |           |         |
| 1917                                     | 1919     | Henri NAUDIN (Ajoint)    |           |         |
| 1919                                     | 1929     | Félix JARROT             |           |         |
| 1929                                     | 1935     | Henri NAUDIN             |           |         |
| 1935                                     | 1948     | Félix MENELOTTE          |           |         |
| 1948                                     | 1953     | Georges ROBERT           |           |         |
| 1953                                     | 1959     | Maurice DECAILLY         |           |         |
| 1959                                     | 1971     | Alexis PATOUILLET        |           |         |
| 1971                                     | 1983     | Albert DEREY             |           |         |
| 1983                                     | 1989     | Jean COEURDEVEY          |           |         |
| 1989                                     | 1995     | Bernard SERY             |           |         |
| 1995                                     | 2008     | Georges FEVRE            |           |         |
| mars 2008                                | en cours | Gilles CARRE             |           |         |
| Les données manquantes sont à compléter. |          |                          |           |         |

## Démographie
L'évolution du nombre d'habitants est connue à travers les recensements de la population effectués dans la commune depuis 1793. Pour les communes de moins de 10 000 habitants, une enquête de recensement portant sur toute la population est réalisée tous les cinq ans, les populations de référence des années intermédiaires étant quant à elles estimées par interpolation ou extrapolation. Pour la commune, le premier recensement exhaustif entrant dans le cadre du nouveau dispositif a été réalisé en 2005.

En 2022, la commune comptait 1 108 habitants, en évolution de −2,64 % par rapport à 2016 (Côte-d'Or : +0,82 %, France hors Mayotte : +2,11 %).
| 1793 | 1800 | 1806 | 1821 | 1831 | 1836 | 1841 | 1846 | 1851 |
| ---- | ---- | ---- | ---- | ---- | ---- | ---- | ---- | ---- |
| 578  | 608  | 603  | 642  | 680  | 624  | 586  | 614  | 616  |

| 1856 | 1861 | 1866 | 1872 | 1876 | 1881 | 1886 | 1891 | 1896 |
| ---- | ---- | ---- | ---- | ---- | ---- | ---- | ---- | ---- |
| 558  | 545  | 550  | 516  | 539  | 507  | 537  | 546  | 473  |

| 1901 | 1906 | 1911 | 1921 | 1926 | 1931 | 1936 | 1946 | 1954 |
| ---- | ---- | ---- | ---- | ---- | ---- | ---- | ---- | ---- |
| 521  | 502  | 441  | 468  | 475  | 537  | 547  | 540  | 591  |

| 1962 | 1968 | 1975  | 1982  | 1990  | 1999  | 2005  | 2006  | 2010  |
| ---- | ---- | ----- | ----- | ----- | ----- | ----- | ----- | ----- |
| 753  | 974  | 1 255 | 1 135 | 1 267 | 1 187 | 1 189 | 1 177 | 1 192 |

| 2015  | 2020  | 2022  | - | - | - | - | - | - |
| ----- | ----- | ----- | - | - | - | - | - | - |
| 1 140 | 1 104 | 1 108 | - | - | - | - | - | - |

## Culture locale et patrimoine

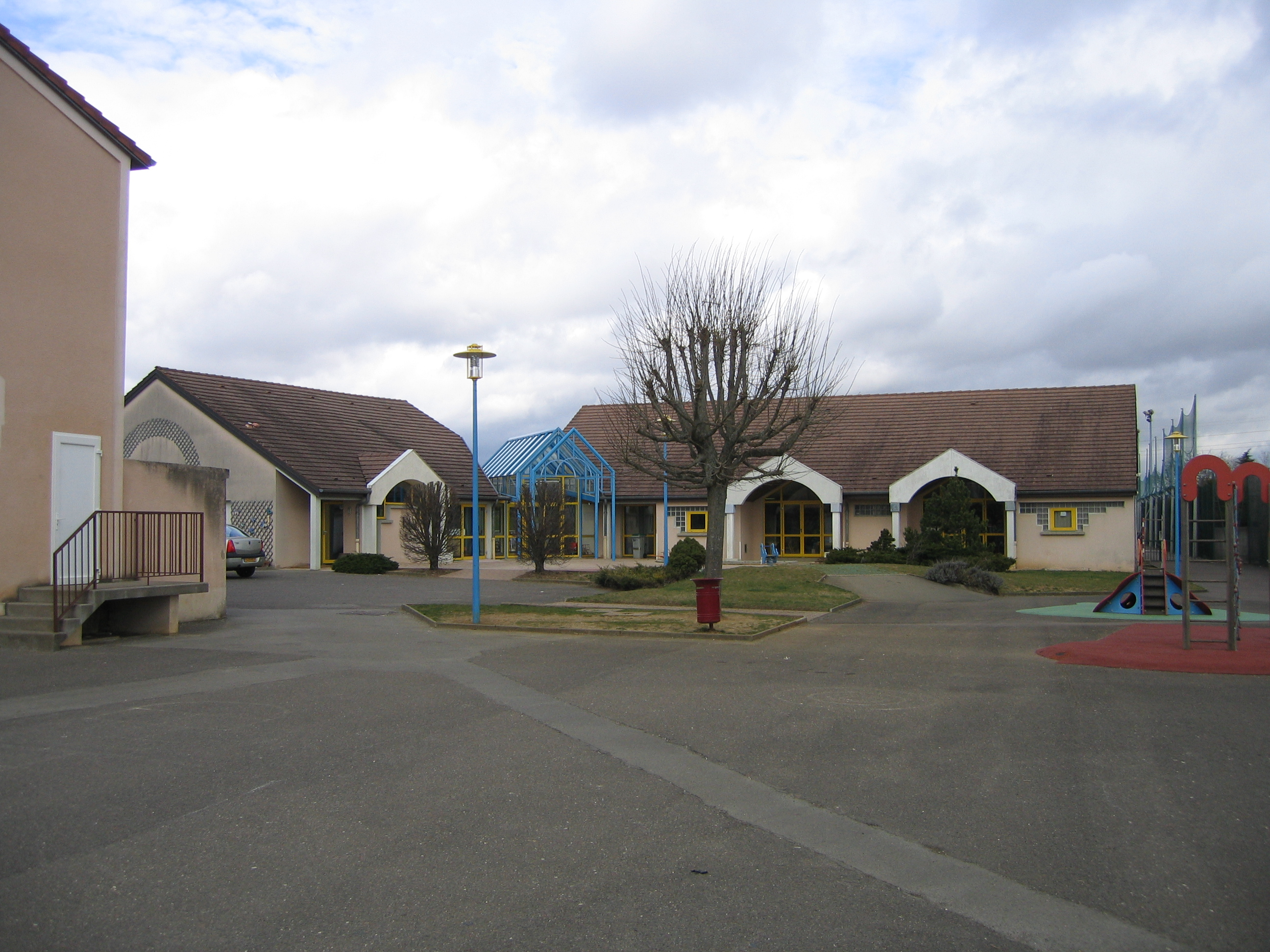
L'école de Couchey.

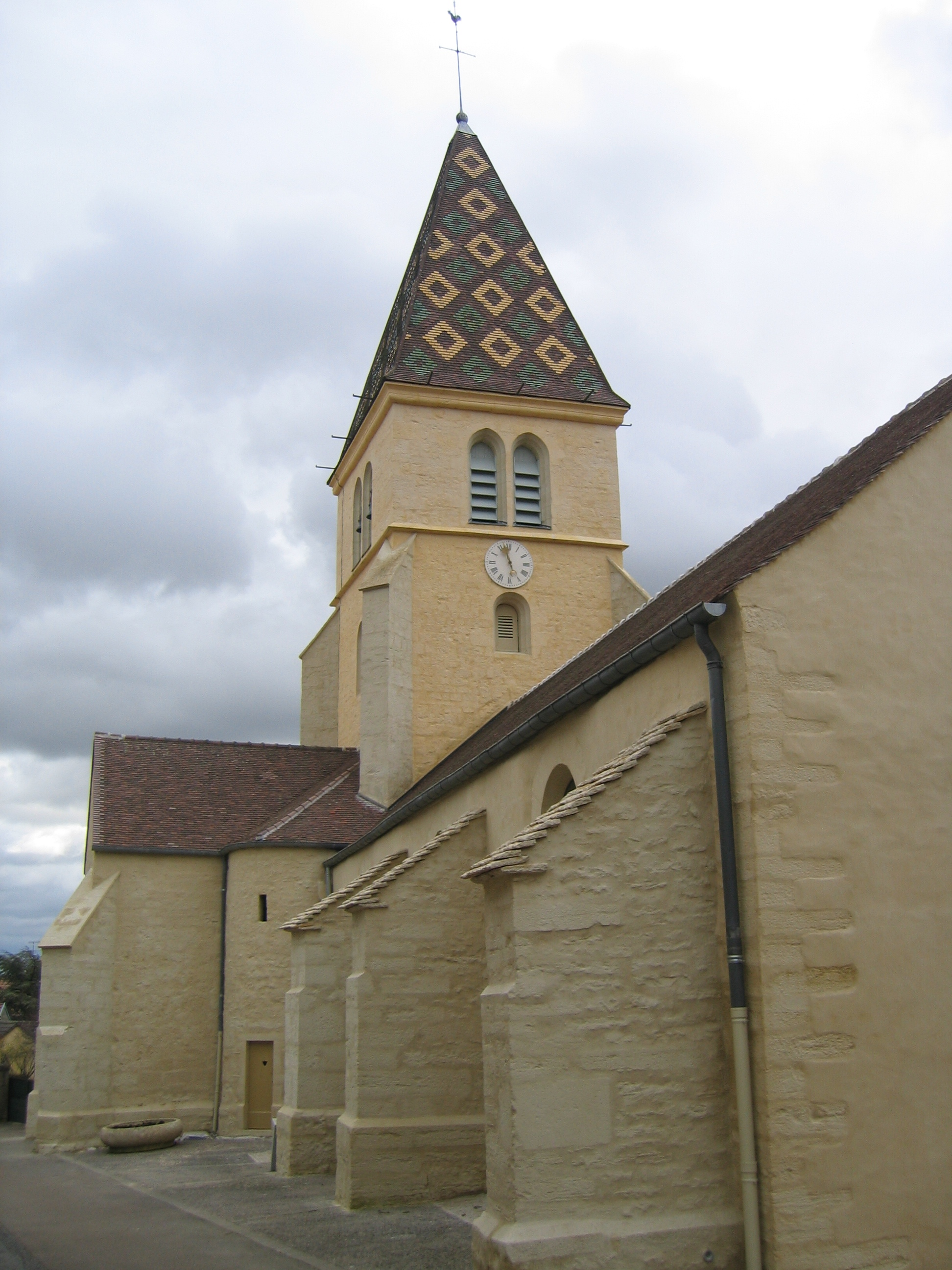
L'église de saint Germain d'Auxerre.

### Lieux et monuments
Parmi les principaux lieux et monuments de Couchey figurent notamment :
- l'église, sous le vocable de saint Germain d'Auxerre ;
- le château de Couchey ;
- la croix de cimetière de Couchey ;
- une belle croix Renaissance aux abords de l'église ;
- l'allée des tilleuls ;
- une table d'orientation située à l'entrée du plateau ;
- la forêt communale.

### Personnalités et culture liées à la commune
Parmi les personnalités attachées à l'histoire de Couchey figurent notamment :
- François Kerlouégan (1933-2009) linguiste, enseignant en université, qui a habité et est mort à Couchey[16] ;
- André Claudot (1891-1982) peintre, qui a vécu dans une maison en face de l'église entre 1935 et 1937-38 et qui a représenté le village dans plusieurs tableaux (dont trois qui appartiennent au Musée des Beaux-arts de Dijon[17]).

### Festivités
Couchey, commune viticole, a accueilli en janvier 2023 la 79e édition de la Fête de la Saint-Vincent tournante, manifestation supervisée par la Confrérie des chevaliers du Tastevin.

### Héraldique
Le blason actuel du village correspond aux armes de la dernière famille à qui la seigneurie de Couchey a appartenu : les Févret.
| Blason | Blasonnement : Écartelé : au 1er et au 4e d'azur à trois bandes d'or, au 2e et au 3e d'argent à la hure de sanglier de sable, défendue du champ et languée de gueules, à l'épée basse de gueules garnie d'or et brochant sur la partition. |